# Little League World Series 2013/Qualifikation
Die Qualifikation zu den Little League World Series 2013 fand zwischen Juni und August 2013 statt. (→ Ergebnisse)
Die Little League Baseball World Series sind das größte Sportturnier im Baseball für unter 12-jährige Knaben aus der ganzen Welt. Die Qualifikation wird aufgeteilt in acht Regionen in den Vereinigten Staaten und acht internationalen Regionen ausgetragen.

## Vereinigte Staaten

### Große Seen
Das Turnier fand vom 3. bis 10. August 2013 in Indianapolis statt.

#### Vorrunde
| Platz | Stadt               | Mannschaft                    | W-L |
| ----- | ------------------- | ----------------------------- | --- |
| 1.    | Chicago             | Jackie Robinson West LL       | 4–0 |
| 2.    | Grosse Pointe Woods | Grosse Pointe Woods-Shores LL | 2–2 |
| 3.    | Hamilton            | West Side LL                  | 2–2 |
| 4.    | Burlington          | Burlington LL                 | 2–2 |
| 5.    | Hagerstown          | Hagerstown LL                 | 1–3 |
| 6.    | Barbourville        | Knox County LL                | 1–3 |

| Datum     | Zeit  | Stadion        | Begegnung | Begegnung | Begegnung | Ergebnis     |
| --------- | ----- | -------------- | --------- | --------- | --------- | ------------ |
| 3. August | 11:00 | Ferguson Field | Ohio      | –         | Illinois  | 4:5 (9) Box  |
| 3. August | 16:00 | Stokely Field  | Wisconsin | –         | Michigan  | 2:3 Box      |
| 3. August | 19:00 | Stokely Field  | Kentucky  | –         | Indiana   | 0:2 Box      |
| 4. August | 13:00 | Stokely Field  | Illinois  | –         | Kentucky  | 11:0 (4) Box |
| 4. August | 17:00 | Ferguson Field | Michigan  | –         | Indiana   | 6:1 Box      |
| 4. August | 19:00 | Stokely Field  | Ohio      | –         | Wisconsin | 13:2 (5) Box |
| 5. August | 11:00 | Ferguson Field | Kentucky  | –         | Michigan  | 2:1 Box      |
| 5. August | 14:00 | Ferguson Field | Wisconsin | –         | Illinois  | 5:15 (5) Box |
| 5. August | 16:00 | Stokely Field  | Indiana   | –         | Ohio      | 1:7 Box      |
| 6. August | 11:00 | Stokely Field  | Kentucky  | –         | Wisconsin | 3:7 Box      |
| 6. August | 14:00 | Stokely Field  | Michigan  | –         | Ohio      | 7:6 Box      |
| 6. August | 17:00 | Stokely Field  | Indiana   | –         | Illinois  | 2:16 (5) Box |

#### Playoff
|  | Halbfinale     | Halbfinale    |            |            | Finale         | Finale         |
|  |                |               |            |            |                |                |
|  | 8. August Box  |               |            |            |                |                |
|  | 3 Ohio         | 4             |            |            |                |                |
|  | 2 Michigan     | 5             |            |            | 10. August Box | 10. August Box |
|  |                |               | 2 Michigan | 10         |                |                |
|  | 8. August Box  | 8. August Box |            | 1 Illinois | 3              |                |
|  | 4 Wisconsin    | 2             |            |            |                |                |
|  | 1 Illinois (5) | 12            |            |            |                |                |
|  |                |               |            |            |                |                |

### Mittelatlantik
Das Turnier fand vom 2. bis 11. August 2013 in Bristol, Connecticut statt.

#### Vorrunde
| Platz | Stadt            | Mannschaft                   | W-L |
| ----- | ---------------- | ---------------------------- | --- |
| 1.    | Lionville        | Lionville LL                 | 4–0 |
| 2.    | Newark           | Newark National LL           | 3–1 |
| 3.    | Washington, D.C. | Capitol City LL              | 2–2 |
| 4.    | Berlin           | Berlin LL                    | 2–2 |
| 5.    | Glenville        | Burnt Hills Ballston Lake LL | 1–3 |
| 6.    | Clarksboro       | East Greenwich LL            | 0–4 |

| Datum     | Zeit  | Stadion             | Begegnung            | Begegnung | Begegnung    | Ergebnis     |
| --------- | ----- | ------------------- | -------------------- | --------- | ------------ | ------------ |
| 2. August | 11:00 | Leon J. Breen Field | District of Columbia | –         | Delaware     | 4:8 (7) Box  |
| 2. August | 17:00 | Leon J. Breen Field | Maryland             | –         | New Jersey   | 5:4 Box      |
| 3. August | 14:00 | Leon J. Breen Field | New York             | –         | Pennsylvania | 5:7 Box      |
| 3. August | 20:00 | Leon J. Breen Field | Delaware             | –         | Maryland     | 2:6 Box      |
| 4. August | 11:00 | Leon J. Breen Field | District of Columbia | –         | Pennsylvania | 4:8 Box      |
| 4. August | 17:00 | Leon J. Breen Field | New Jersey           | –         | New York     | 4:5 Box      |
| 5. August | 11:00 | Leon J. Breen Field | District of Columbia | –         | Maryland     | 11:10 Box    |
| 5. August | 17:00 | Leon J. Breen Field | Delaware             | –         | New York     | 10:7 Box     |
| 6. August | 10:00 | Leon J. Breen Field | Maryland             | –         | Pennsylvania | 0:2 Box      |
| 6. August | 19:00 | Leon J. Breen Field | Delaware             | –         | New Jersey   | 11:0 (5) Box |
| 7. August | 10:00 | Leon J. Breen Field | District of Columbia | –         | New York     | 12:3 Box     |
| 7. August | 19:00 | Leon J. Breen Field | New Jersey           | –         | Pennsylvania | 1:2 Box      |

#### Playoff
|  | Halbfinale             | Halbfinale      |            |                | Finale         | Finale         |
|  |                        |                 |            |                |                |                |
|  | 10. August* Box        |                 |            |                |                |                |
|  | 3 District of Columbia | 4               |            |                |                |                |
|  | 2 Delaware (4)         | 15              |            |                | 11. August Box | 11. August Box |
|  |                        |                 | 2 Delaware | 8              |                |                |
|  | 10. August* Box        | 10. August* Box |            | 1 Pennsylvania | 2              |                |
|  | 4 Maryland             | 3               |            |                |                |                |
|  | 1 Pennsylvania         | 9               |            |                |                |                |
|  |                        |                 |            |                |                |                |

* Die Halbfinalspiele mussten wegen Regens vom 9. auf den 10. August verschoben werden.

### Mittlerer Westen
Das Turnier fand vom 2. bis 9. August 2013 in Indianapolis statt. South Dakota vertritt sowohl North wie auch South Dakota.

#### Vorrunde
| Platz | Stadt       | Mannschaft                      | W-L |
| ----- | ----------- | ------------------------------- | --- |
| 1.    | Coon Rapids | Coon Rapids Andover American LL | 4–0 |
| 2.    | Kearney     | Kearney LL                      | 3–1 |
| 3.    | Urbandale   | Urbandale LL                    | 3–1 |
| 4.    | Rapid City  | Timberline LL                   | 2–2 |
| 5.    | Webb City   | Webb City LL                    | 0–4 |
| 6.    | Girard      | Girard LL                       | 0–4 |

| Datum     | Zeit  | Stadion        | Begegnung    | Begegnung | Begegnung    | Ergebnis     |
| --------- | ----- | -------------- | ------------ | --------- | ------------ | ------------ |
| 2. August | 10:00 | Ferguson Field | Iowa         | –         | Kansas       | 17:5 Box     |
| 2. August | 13:00 | Ferguson Field | Missouri     | –         | Nebraska     | 2:10 Box     |
| 2. August | 19:30 | Stokely Field  | Minnesota    | –         | South Dakota | 16:5 Box     |
| 3. August | 13:00 | Stokely Field  | Kansas       | –         | Nebraska     | 2:11 Box     |
| 3. August | 14:00 | Ferguson Field | Iowa         | –         | South Dakota | 6:1 Box      |
| 3. August | 17:00 | Ferguson Field | Minnesota    | –         | Missouri     | 13:0 (4) Box |
| 4. August | 11:00 | Ferguson Field | Kansas       | –         | Minnesota    | 0:31 (4) Box |
| 4. August | 14:00 | Ferguson Field | Iowa         | –         | Nebraska     | 4:6 Box      |
| 4. August | 16:00 | Stokely Field  | Missouri     | –         | South Dakota | 3:4 Box      |
| 5. August | 13:00 | Stokely Field  | Nebraska     | –         | Minnesota    | 5:7 Box      |
| 5. August | 15:00 | Ferguson Field | South Dakota | –         | Kansas       | 10:3 Box     |
| 5. August | 17:00 | Stokely Field  | Missouri     | –         | Iowa         | 2:6 Box      |

#### Playoff
|  | Halbfinale     | Halbfinale    |        |             | Finale        | Finale        |
|  |                |               |        |             |               |               |
|  | 7. August Box  |               |        |             |               |               |
|  | 3 Iowa (11)    | 4             |        |             |               |               |
|  | 2 Nebraska     | 3             |        |             | 9. August Box | 9. August Box |
|  |                |               | 3 Iowa | 3           |               |               |
|  | 7. August Box  | 7. August Box |        | 1 Minnesota | 2             |               |
|  | 4 South Dakota | 0             |        |             |               |               |
|  | 1 Minnesota    | 4             |        |             |               |               |
|  |                |               |        |             |               |               |

### Neuengland
Das Turnier fand vom 2. bis 10. August 2013 in Bristol, Connecticut statt.

#### Vorrunde
| Platz | Stadt            | Mannschaft          | W-L |
| ----- | ---------------- | ------------------- | --- |
| 1.    | Westport         | Westport LL         | 4–0 |
| 2.    | South Burlington | South Burlington LL | 3–1 |
| 3.    | Lincoln          | Lincoln LL          | 3–1 |
| 4.    | Saco             | Saco LL             | 1–3 |
| 5.    | Newton           | Newton SouthEast LL | 1–3 |
| 6.    | Rye              | Rye LL              | 0–4 |

| Datum     | Zeit  | Stadion             | Begegnung     | Begegnung | Begegnung     | Ergebnis     |
| --------- | ----- | ------------------- | ------------- | --------- | ------------- | ------------ |
| 2. August | 14:00 | Leon J. Breen Field | Maine         | –         | Rhode Island  | 2:11 Box     |
| 2. August | 20:15 | Leon J. Breen Field | Connecticut   | –         | Vermont       | 9:2 Box      |
| 3. August | 11:00 | Leon J. Breen Field | Maine         | –         | Massachusetts | 12:1 Box     |
| 3. August | 17:00 | Leon J. Breen Field | New Hampshire | –         | Vermont       | 2:12 (5) Box |
| 4. August | 14:00 | Leon J. Breen Field | Massachusetts | –         | Rhode Island  | 14:8 Box     |
| 4. August | 20:00 | Leon J. Breen Field | Connecticut   | –         | Maine         | 8:0 Box      |
| 5. August | 14:00 | Leon J. Breen Field | Rhode Island  | –         | Vermont       | 1:8 Box      |
| 5. August | 20:00 | Leon J. Breen Field | Connecticut   | –         | New Hampshire | 12:2 (5) Box |
| 6. August | 13:00 | Leon J. Breen Field | Maine         | –         | Vermont       | 2:3 Box      |
| 6. August | 16:00 | Leon J. Breen Field | Massachusetts | –         | New Hampshire | 9:2 Box      |
| 7. August | 13:00 | Leon J. Breen Field | New Hampshire | –         | Rhode Island  | 1:9 Box      |
| 7. August | 16:00 | Leon J. Breen Field | Connecticut   | –         | Massachusetts | 10:4 Box     |

#### Playoff
|  | Halbfinale     | Halbfinale    |                |               | Finale         | Finale         |
|  |                |               |                |               |                |                |
|  | 8. August Box  |               |                |               |                |                |
|  | 3 Rhode Island | 5             |                |               |                |                |
|  | 2 Vermont      | 2             |                |               | 10. August Box | 10. August Box |
|  |                |               | 3 Rhode Island | 0             |                |                |
|  | 8. August Box  | 8. August Box |                | 1 Connecticut | 1              |                |
|  | 4 Maine        | 0             |                |               |                |                |
|  | 1 Connecticut  | 3             |                |               |                |                |
|  |                |               |                |               |                |                |

### Nordwest
Das Turnier fand vom 2. bis 10. August 2013 in San Bernardino, Kalifornien statt.

#### Vorrunde
| Platz | Stadt         | Mannschaft          | W-L |
| ----- | ------------- | ------------------- | --- |
| 1.    | Sammamish     | Eastlake LL         | 4–0 |
| 2.    | Lake Oswego   | Lake Oswego LL      | 3–1 |
| 3.    | Billings      | Billings Big Sky LL | 2–2 |
| 4.    | Coeur d’Alene | Coeur d’Alene LL    | 2–2 |
| 5.    | Anchorage     | Abbott-O-Rabbit LL  | 1–3 |
| 6.    | Cody          | Cody LL             | 0–4 |

| Datum     | Zeit  | Stadion             | Begegnung  | Begegnung | Begegnung  | Ergebnis     |
| --------- | ----- | ------------------- | ---------- | --------- | ---------- | ------------ |
| 2. August | 09:00 | Al Houghton Stadium | Alaska     | –         | Washington | 2:10 Box     |
| 3. August | 11:45 | Al Houghton Stadium | Alaska     | –         | Montana    | 0:3 Box      |
| 3. August | 17:00 | Al Houghton Stadium | Washington | –         | Wyoming    | 12:2 Box     |
| 3. August | 20:00 | Al Houghton Stadium | Oregon     | –         | Idaho      | 3:2 Box      |
| 4. August | 11:45 | Al Houghton Stadium | Oregon     | –         | Wyoming    | 11:1 (4) Box |
| 4. August | 17:00 | Al Houghton Stadium | Idaho      | –         | Montana    | 5:9 (7) Box  |
| 5. August | 09:00 | Al Houghton Stadium | Alaska     | –         | Wyoming    | 11:1 Box     |
| 5. August | 20:00 | Al Houghton Stadium | Montana    | –         | Washington | 4:10 Box     |
| 6. August | 09:00 | Al Houghton Stadium | Oregon     | –         | Washington | 5:9 Box      |
| 6. August | 17:00 | Al Houghton Stadium | Alaska     | –         | Idaho      | 0:9 Box      |
| 7. August | 09:00 | Al Houghton Stadium | Idaho      | –         | Wyoming    | 10:0 (5) Box |
| 7. August | 17:00 | Al Houghton Stadium | Montana    | –         | Oregon     | 2:8 Box      |

#### Playoff
|  | Halbfinale    | Halbfinale    |           |                  | Finale         | Finale         |
|  |               |               |           |                  |                |                |
|  | 8. August Box |               |           |                  |                |                |
|  | 3 Montana     | 3             |           |                  |                |                |
|  | 2 Oregon      | 0             |           |                  | 10. August Box | 10. August Box |
|  |               |               | 3 Montana | 1                |                |                |
|  | 8. August Box | 8. August Box |           | 1 Washington (4) | 13             |                |
|  | 4 Idaho       | 4             |           |                  |                |                |
|  | 1 Washington  | 5             |           |                  |                |                |
|  |               |               |           |                  |                |                |

### Südost
Das Turnier fand vom 2. bis 9. August 2013 in Warner Robins, Georgia statt.

#### Vorrunde

##### Gruppe A
| Platz | Stadt     | Mannschaft             | W-L |
| ----- | --------- | ---------------------- | --- |
| 1.    | Palm City | Martin County North LL | 2–1 |
| 2.    | Taylors   | Northwood LL           | 2–1 |
| 3.    | Charlotte | Myers Park/Trinity LL  | 1–2 |
| 4.    | Columbus  | Columbus Northern LL   | 1–2 |

| Datum     | Zeit  | Stadion                      | Begegnung      | Begegnung | Begegnung      | Ergebnis |
| --------- | ----- | ---------------------------- | -------------- | --------- | -------------- | -------- |
| 2. August | 10:00 | Little League Southeast Park | Florida        | –         | North Carolina | 4:3 Box  |
| 2. August | 16:00 | Little League Southeast Park | Georgia        | –         | South Carolina | 2:3 Box  |
| 3. August | 13:00 | Little League Southeast Park | Florida        | –         | South Carolina | 4:3 Box  |
| 3. August | 19:00 | Little League Southeast Park | Georgia        | –         | North Carolina | 2:4 Box  |
| 5. August | 10:00 | Little League Southeast Park | North Carolina | –         | South Carolina | 6:13 Box |
| 5. August | 16:00 | Little League Southeast Park | Florida        | –         | Georgia        | 0:3 Box  |

##### Gruppe B
| Platz | Stadt         | Mannschaft           | W-L |
| ----- | ------------- | -------------------- | --- |
| 1.    | Richmond      | Tuckahoe American LL | 3–0 |
| 2.    | Nashville     | South Nashville LL   | 2–1 |
| 3.    | Barboursville | Barboursville LL     | 1–2 |
| 4.    | Jackson       | Jackson LL           | 0–3 |

| Datum     | Zeit  | Stadion                      | Begegnung | Begegnung | Begegnung     | Ergebnis     |
| --------- | ----- | ---------------------------- | --------- | --------- | ------------- | ------------ |
| 2. August | 13:00 | Little League Southeast Park | Alabama   | –         | West Virginia | 0:10 (5) Box |
| 2. August | 19:00 | Little League Southeast Park | Tennessee | –         | Virginia      | 1:3 Box      |
| 3. August | 10:00 | Little League Southeast Park | Virginia  | –         | West Virginia | 6:5 Box      |
| 3. August | 16:00 | Little League Southeast Park | Alabama   | –         | Tennessee     | 5:17 (5) Box |
| 5. August | 13:00 | Little League Southeast Park | Tennessee | –         | West Virginia | 6:4 Box      |
| 5. August | 19:00 | Little League Southeast Park | Alabama   | –         | Virginia      | 3:13 Box     |

#### Trost-Spiele
Die Trostspiele (engl.: Consolation game) wurden zwischen den dritt- und viertplatzierten Mannschaften gespielt.
| Datum     | Zeit  | Stadion                      | Begegnung         | Begegnung | Begegnung  | Ergebnis     |
| --------- | ----- | ---------------------------- | ----------------- | --------- | ---------- | ------------ |
| 6. August | 10:00 | Little League Southeast Park | A3 North Carolina | –         | B4 Alabama | 12:2 (4) Box |
| 6. August | 13:00 | Little League Southeast Park | B3 West Virginia  | –         | A4 Georgia | 9:10 Box     |

#### Playoff
|  | Halbfinale        | Halbfinale    |              |             | Finale        | Finale        |
|  |                   |               |              |             |               |               |
|  | 7. August Box     |               |              |             |               |               |
|  | B2 Tennessee      | 5             |              |             |               |               |
|  | A1 Florida        | 1             |              |             | 9. August Box | 9. August Box |
|  |                   |               | B2 Tennessee | 5           |               |               |
|  | 7. August Box     | 7. August Box |              | B1 Virginia | 3             |               |
|  | A2 South Carolina | 6             |              |             |               |               |
|  | B1 Virginia       | 12            |              |             |               |               |
|  |                   |               |              |             |               |               |

### Südwest
Das Turnier fand vom 2. bis 7. August 2013 in Waco, Texas statt. Die Mannschaft aus Pearland repräsentierte Osttexas, Corpus Christi vertrat Westtexas.

#### Vorrunde

##### Gruppe A
| Platz | Stadt          | Mannschaft          | W-L |
| ----- | -------------- | ------------------- | --- |
| 1.    | Corpus Christi | Universal LL        | 3–0 |
| 2.    | Bossier City   | Bossier National LL | 2–1 |
| 3.    | Pearland       | Pearland Maroon LL  | 1–2 |
| 4.    | Ocean Springs  | Ocean Springs LL    | 0–3 |

| Datum     | Zeit  | Stadion          | Begegnung | Begegnung | Begegnung   | Ergebnis     |
| --------- | ----- | ---------------- | --------- | --------- | ----------- | ------------ |
| 2. August | 13:00 | Norcross Stadium | Louisiana | –         | Osttexas    | 5:0 Box      |
| 2. August | 17:00 | Norcross Stadium | Westtexas | –         | Mississippi | 10:2 Box     |
| 3. August | 13:00 | Norcross Stadium | Osttexas  | –         | Mississippi | 11:1 (4) Box |
| 3. August | 17:00 | Norcross Stadium | Louisiana | –         | Westtexas   | 4:11 Box     |
| 4. August | 20:30 | Norcross Stadium | Louisiana | –         | Mississippi | 21:0 (4) Box |
| 5. August | 20:30 | Norcross Stadium | Osttexas  | –         | Westtexas   | 3:4 Box      |

##### Gruppe B
| Platz | Stadt      | Mannschaft       | W-L |
| ----- | ---------- | ---------------- | --- |
| 1.    | Las Cruces | Fairacres LL     | 3–0 |
| 2.    | Malvern    | Malvern LL       | 2–1 |
| 3.    | Boulder    | North Boulder LL | 1–2 |
| 4.    | Tulsa      | Tulsa LL         | 0–3 |

| Datum     | Zeit  | Stadion          | Begegnung  | Begegnung | Begegnung  | Ergebnis     |
| --------- | ----- | ---------------- | ---------- | --------- | ---------- | ------------ |
| 2. August | 20:30 | Norcross Stadium | Arkansas   | –         | New Mexico | 1:11 (5) Box |
| 3. August | 20:30 | Norcross Stadium | Colorado   | –         | Oklahoma   | 15:3 (4) Box |
| 4. August | 13:00 | Norcross Stadium | Arkansas   | –         | Colorado   | 13:3 (4) Box |
| 4. August | 17:00 | Norcross Stadium | New Mexico | –         | Oklahoma   | 12:2 (5) Box |
| 5. August | 13:00 | Norcross Stadium | Arkansas   | –         | Oklahoma   | 11:5 Box     |
| 5. August | 17:00 | Norcross Stadium | New Mexico | –         | Colorado   | 2:1 Box      |

#### Playoff
|  | Halbfinale    | Halbfinale    |              |               | Finale        | Finale        |
|  |               |               |              |               |               |               |
|  | 6. August Box |               |              |               |               |               |
|  | B2 Arkansas   | 6             |              |               |               |               |
|  | A1 Westtexas  | 10            |              |               | 7. August Box | 7. August Box |
|  |               |               | A1 Westtexas | 6             |               |               |
|  | 6. August Box | 6. August Box |              | B1 New Mexico | 0             |               |
|  | A2 Louisiana  | 3             |              |               |               |               |
|  | B1 New Mexico | 9             |              |               |               |               |
|  |               |               |              |               |               |               |

### West
Das Turnier fand vom 2. bis 10. August 2013 in San Bernardino, Kalifornien statt. Die Mannschaft aus Belmont repräsentierte Nordkalifornien, Chula Vista vertrat Südkalifornien.

#### Vorrunde
| Platz | Stadt           | Mannschaft                 | W-L |
| ----- | --------------- | -------------------------- | --- |
| 1.    | Belmont         | Belmont-Redwood Shores LL  | 4–0 |
| 2.    | Chula Vista     | Eastlake LL                | 3–1 |
| 3.    | North Las Vegas | Mountain Ridge LL          | 3–1 |
| 4.    | Chandler        | Chandler National South LL | 2–2 |
| 5.    | Wailuku         | Central East Maui LL       | 0–4 |
| 6.    | St. George      | Dixie LL                   | 0–4 |

| Datum     | Zeit  | Stadion             | Begegnung      | Begegnung | Begegnung       | Ergebnis     |
| --------- | ----- | ------------------- | -------------- | --------- | --------------- | ------------ |
| 2. August | 11:45 | Al Houghton Stadium | Utah           | –         | Nevada          | 1:11 Box     |
| 2. August | 16:00 | Al Houghton Stadium | Arizona        | –         | Nordkalifornien | 0:8 Box      |
| 2. August | 20:00 | Al Houghton Stadium | Südkalifornien | –         | Hawaii          | 16:2 Box     |
| 3. August | 08:00 | Al Houghton Stadium | Utah           | –         | Arizona         | 7:11 Box     |
| 4. August | 08:00 | Al Houghton Stadium | Hawaii         | –         | Nordkalifornien | 0:3 Box      |
| 4. August | 20:00 | Al Houghton Stadium | Südkalifornien | –         | Nevada          | 15:0 (4) Box |
| 5. August | 11:45 | Al Houghton Stadium | Utah           | –         | Nordkalifornien | 3:13 (5) Box |
| 5. August | 20:00 | Al Houghton Stadium | Nevada         | –         | Hawaii          | 12:8 Box     |
| 6. August | 11:45 | Al Houghton Stadium | Utah           | –         | Südkalifornien  | 11:3 Box     |
| 6. August | 20:00 | Al Houghton Stadium | Arizona        | –         | Nevada          | 0:7 Box      |
| 7. August | 12:00 | Al Houghton Stadium | Hawaii         | –         | Arizona         | 3:5 Box      |
| 7. August | 20:00 | Al Houghton Stadium | Südkalifornien | –         | Nordkalifornien | 2:3 Box      |

#### Playoff
|  | Halbfinale        | Halbfinale    |                  |                   | Finale         | Finale         |
|  |                   |               |                  |                   |                |                |
|  | 9. August Box     |               |                  |                   |                |                |
|  | 3 Nevada          | 0             |                  |                   |                |                |
|  | 2 Südkalifornien  | 12            |                  |                   | 10. August Box | 10. August Box |
|  |                   |               | 2 Südkalifornien | 9                 |                |                |
|  | 9. August Box     | 9. August Box |                  | 1 Nordkalifornien | 0              |                |
|  | 4 Arizona         | 1             |                  |                   |                |                |
|  | 1 Nordkalifornien | 8             |                  |                   |                |                |
|  |                   |               |                  |                   |                |                |

## International

### Asien-Pazifik und Mittlerer Osten
Das Turnier fand vom 1. bis 7. Juli 2013 in Clark, Philippinen statt.

#### Vorrunde

##### Gruppe A
| Platz | Stadt    | Mannschaft    | W-L |
| ----- | -------- | ------------- | --- |
| 1.    | Jakarta  | Indonesian LL | 5–0 |
| 2.    | Hongkong | Hong Kong LL  | 3–2 |
| 3.    | Guam     | Guam          | 2–3 |
| 4.    | Tanauan  | Tanauan       | 2–3 |
| 5.    | Singapur | Singapore LL  | 2–3 |
| 6.    | Dubai    | Dubai LL      | 1–4 |

| Datum   | Zeit  | Stadion | Begegnung                    | Begegnung | Begegnung                    | Ergebnis |
| ------- | ----- | ------- | ---------------------------- | --------- | ---------------------------- | -------- |
| 1. Juli | 09:00 | Feld 4  | Indonesien                   | –         | Philippinen                  | 10:0 Box |
| 1. Juli | 09:00 | Feld 7  | Singapur                     | –         | Guam                         | 12:8 Box |
| 1. Juli | 12:00 | Feld 7  | Hongkong                     | –         | Vereinigte Arabische Emirate | 12:3 Box |
| 2. Juli | 11:00 | Feld 4  | Vereinigte Arabische Emirate | –         | Singapur                     | 5:8 Box  |
| 2. Juli | 14:00 | Feld 4  | Indonesien                   | –         | Hongkong                     | 4:2 Box  |
| 2. Juli | 14:00 | Feld 7  | Philippinen                  | –         | Guam                         | 7:13 Box |
| 3. Juli | 08:00 | Feld 4  | Philippinen                  | –         | Vereinigte Arabische Emirate | 14:9 Box |
| 3. Juli | 14:00 | Feld 4  | Singapur                     | –         | Hongkong                     | 0:10 Box |
| 3. Juli | 08:00 | Feld 7  | Guam                         | –         | Indonesien                   | 2:6 Box  |
| 4. Juli | 14:00 | Feld 4  | Hongkong                     | –         | Guam                         | 0:1 Box  |
| 4. Juli | 11:00 | Feld 7  | Singapur                     | –         | Philippinen                  | 2:3 Box  |
| 4. Juli | 14:00 | Feld 7  | Indonesien                   | –         | Vereinigte Arabische Emirate | 10:4 Box |
| 5. Juli | 08:00 | Feld 4  | Vereinigte Arabische Emirate | –         | Guam                         | 9:8 Box  |
| 5. Juli | 11:00 | Feld 4  | Singapur                     | –         | Indonesien                   | 0:7 Box  |
| 5. Juli | 08:00 | Feld 7  | Hongkong                     | –         | Philippinen                  | 9:0 Box  |

##### Gruppe B
| Platz | Stadt    | Mannschaft           | W-L |
| ----- | -------- | -------------------- | --- |
| 1.    | Taoyuan  | Chung-Ping LL        | 5–0 |
| 2.    | Südkorea |                      | 4–1 |
| 3.    | Saipan   | Saipan LL            | 3–2 |
| 4.    | Thailand |                      | 2–3 |
| 5.    | Dhahran  | Arabian American LL  | 1–4 |
| 6.    | Auckland | Bayside Westhaven LL | 0–5 |

| Datum   | Zeit  | Stadion | Begegnung          | Begegnung | Begegnung          | Ergebnis |
| ------- | ----- | ------- | ------------------ | --------- | ------------------ | -------- |
| 1. Juli | 12:00 | Feld 4  | Saudi-Arabien      | –         | Chinesisch Taipeh  | 0:9 Box  |
| 1. Juli | 15:00 | Feld 4  | Thailand           | –         | Südkorea           | 1:11 Box |
| 1. Juli | 15:00 | Feld 7  | Nördliche Marianen | –         | Neuseeland         | 3:2 Box  |
| 2. Juli | 08:00 | Feld 4  | Saudi-Arabien      | –         | Thailand           | 1:12 Box |
| 2. Juli | 08:00 | Feld 7  | Südkorea           | –         | Neuseeland         | 13:0 Box |
| 2. Juli | 11:00 | Feld 7  | Nördliche Marianen | –         | Chinesisch Taipeh  | 2:12 Box |
| 3. Juli | 11:00 | Feld 4  | Thailand           | –         | Neuseeland         | 9:4 Box  |
| 3. Juli | 11:00 | Feld 7  | Südkorea           | –         | Chinesisch Taipeh  | 1:5 Box  |
| 3. Juli | 14:00 | Feld 7  | Nördliche Marianen | –         | Saudi-Arabien      | 21:6 Box |
| 4. Juli | 08:00 | Feld 4  | Neuseeland         | –         | Saudi-Arabien      | 9:10 Box |
| 4. Juli | 11:00 | Feld 4  | Südkorea           | –         | Nördliche Marianen | 11:1 Box |
| 4. Juli | 08:00 | Feld 7  | Chinesisch Taipeh  | –         | Thailand           | 11:1 Box |
| 5. Juli | 14:00 | Feld 4  | Chinesisch Taipeh  | –         | Neuseeland         | 11:0 Box |
| 5. Juli | 11:00 | Feld 7  | Nördliche Marianen | –         | Thailand           | 3:2 Box  |
| 5. Juli | 14:00 | Feld 7  | Saudi-Arabien      | –         | Südkorea           | 0:12 Box |

#### Endrunde

##### Klassierungsrunde
| Datum   | Zeit  | Stadion | Begegnung                       | Begegnung | Begegnung             | Ergebnis |
| ------- | ----- | ------- | ------------------------------- | --------- | --------------------- | -------- |
| 6. Juli | 14:00 | Feld 4  | A3 Guam                         | –         | B3 Nördliche Marianen | 9:8 Box  |
| 6. Juli | 08:00 | Feld 7  | A4 Philippinen                  | –         | B4 Thailand           | 8:12 Box |
| 6. Juli | 11:00 | Feld 7  | A5 Singapur                     | –         | B5 Saudi-Arabien      | 16:7 Box |
| 6. Juli | 14:00 | Feld 7  | A6 Vereinigte Arabische Emirate | –         | B6 Neuseeland         | 8:7 Box  |

##### Playoff
|  | Halbfinale           | Halbfinale        |             |                      | Finale            | Finale            |
|  |                      |                   |             |                      |                   |                   |
|  | 6. Juli 08:00 Box    |                   |             |                      |                   |                   |
|  | B2 Südkorea          | 14                |             |                      |                   |                   |
|  | A1 Indonesien        | 2                 |             |                      | 7. Juli 08:00 Box | 7. Juli 08:00 Box |
|  |                      |                   | B2 Südkorea | 2                    |                   |                   |
|  | 6. Juli 11:00 Box    | 6. Juli 11:00 Box |             | B1 Chinesisch Taipeh | 11                |                   |
|  | A2 Hongkong          | 3                 |             |                      |                   |                   |
|  | B1 Chinesisch Taipeh | 6                 |             |                      |                   |                   |
|  |                      |                   |             |                      |                   |                   |

### Australien
Das Turnier fand vom 1. bis 5. Juni 2013 in Gold Coast, Queensland statt.

#### Vorrunde

##### Gruppe A
| Platz | Stadt        | Mannschaft          | W-L | RAR   |
| ----- | ------------ | ------------------- | --- | ----- |
| 1.    | Perth        | Perth Metro Central | 4–0 | 0.333 |
| 2.    | Swan Hill    | Swan Hills          | 3–1 | 1.286 |
| 3.    | Canberra     | Canberra            | 2–2 | 1.200 |
| 4.    | Newcastle    | Newcastle           | 1–3 | 1.650 |
| 5.    | Port Hedland | Port Hedland        | 0–4 | 5.000 |

| Datum   | Zeit | Stadion                    | Begegnung | Begegnung | Begegnung    | Ergebnis     |
| ------- | ---- | -------------------------- | --------- | --------- | ------------ | ------------ |
| 1. Juni |      | Coplick Family Sports Park | Newcastle | –         | Swan Hill    | 5:6 Box      |
| 1. Juni |      | Coplick Family Sports Park | Perth     | –         | Port Hedland | 28:0 (4) Box |
| 2. Juni |      | Coplick Family Sports Park | Perth     | –         | Canberra     | 11:0 (4) Box |
| 2. Juni |      | Coplick Family Sports Park | Swan Hill | –         | Port Hedland | 17:0 (4) Box |
| 2. Juni |      | Coplick Family Sports Park | Canberra  | –         | Port Hedland | 14:1 (4) Box |
| 2. Juni |      | Coplick Family Sports Park | Perth     | –         | Newcastle    | 15:1 (5) Box |
| 3. Juni |      | Coplick Family Sports Park | Swan Hill | –         | Perth        | 5:15 (5) Box |
| 3. Juni |      | Coplick Family Sports Park | Newcastle | –         | Canberra     | 0:8 Box      |
| 3. Juni |      | Coplick Family Sports Park | Swan Hill | –         | Canberra     | 12:7 Box     |
| 3. Juni |      | Coplick Family Sports Park | Newcastle | –         | Port Hedland | 16:4 (4) Box |

##### Gruppe B
| Platz | Stadt      | Mannschaft     | W-L | RAR   |
| ----- | ---------- | -------------- | --- | ----- |
| 1.    | Cronulla   | North Cronulla | 3–1 | 1.115 |
| 2.    | North Ryde | Ryde North     | 3–1 | 1.609 |
| 3.    | Brisbane   | Brisbane North | 2–2 | 1.200 |
| 4.    | MacArthur  | MacArthur      | 2–2 | 1.250 |
| 5.    | Gold Coast | Gold Coast     | 0–4 | 2.824 |

| Datum   | Zeit | Stadion                    | Begegnung  | Begegnung | Begegnung  | Ergebnis      |
| ------- | ---- | -------------------------- | ---------- | --------- | ---------- | ------------- |
| 1. Juni |      | Coplick Family Sports Park | Brisbane   | –         | North Ryde | 4:11 Box      |
| 1. Juni |      | Coplick Family Sports Park | Gold Coast | –         | North Ryde | 2:14 (4) Box  |
| 1. Juni |      | Coplick Family Sports Park | MacArthur  | –         | Cronulla   | 2:8 Box       |
| 2. Juni |      | Coplick Family Sports Park | Brisbane   | –         | Gold Coast | 14:4 (4) Box  |
| 2. Juni |      | Coplick Family Sports Park | Cronulla   | –         | North Ryde | 19:20 (8) Box |
| 2. Juni |      | Coplick Family Sports Park | MacArthur  | –         | Brisbane   | 2:5 Box       |
| 2. Juni |      | Coplick Family Sports Park | Cronulla   | –         | Gold Coast | 9:4 Box       |
| 3. Juni |      | Coplick Family Sports Park | MacArthur  | –         | Gold Coast | 11:1 (4) Box  |
| 3. Juni |      | Coplick Family Sports Park | Brisbane   | –         | Cronulla   | 3:7 Box       |
| 3. Juni |      | Coplick Family Sports Park | North Ryde | –         | MacArthur  | 11:12 Box     |

##### Gruppe C
| Platz | Stadt           | Mannschaft        | W-L | RAR   |
| ----- | --------------- | ----------------- | --- | ----- |
| 1.    | Yarra           | Yarra Rangers     | 3–1 | 0.524 |
| 2.    | Hills District  | Hills South       | 3–1 | 1.476 |
| 3.    | Melbourne       | Southern Mariners | 3–1 | 1.600 |
| 4.    | Far North Coast | Far North Coast   | 1–3 | 2.650 |
| 5.    | Alice Springs   | Alice Springs     | 0–4 | 4.867 |

| Datum     | Zeit | Stadion                    | Begegnung       | Begegnung | Begegnung       | Ergebnis     |
| --------- | ---- | -------------------------- | --------------- | --------- | --------------- | ------------ |
| 1. Juni   |      | Coplick Family Sports Park | Yarra           | –         | Hills District  | 5:6 Box      |
| 1. Juni   |      | Coplick Family Sports Park | Alice Springs   | –         | Melbourne       | 0:20 (4) Box |
| 1. Juni   |      | Coplick Family Sports Park | Far North Coast | –         | Yarra           | 3:7 Box      |
| 2. Juni   |      | Coplick Family Sports Park | Far North Coast | –         | Melbourne       | 8:19 Box     |
| 2. Juni   |      | Coplick Family Sports Park | Melbourne       | –         | Hills District  | 17:15 Box    |
| 2. Juni   |      | Coplick Family Sports Park | Alice Springs   | –         | Yarra           | 0:13 (4) Box |
| 3. Juni   |      | Coplick Family Sports Park | Far North Coast | –         | Alice Springs   | 26:9 (5) Box |
| 3. Juni * |      | Coplick Family Sports Park | Hills District  | –         | Alice Springs   | 14:1 (4) Box |
| 3. Juni   |      | Coplick Family Sports Park | Hills District  | –         | Far North Coast | 18:8 Box     |
| 3. Juni   |      | Coplick Family Sports Park | Melbourne       | –         | Yarra           | 2:9 Box      |

* Das Spiel Hills South gegen Alice Springs wurde wegen Regens vom 2. auf den 3. Juni verschoben.

##### Gruppe D
| Platz | Stadt         | Mannschaft        | W-L | RAR   |
| ----- | ------------- | ----------------- | --- | ----- |
| 1.    | Perth         | North Perth Metro | 4–0 | 0.300 |
| 2.    | Adelaide      | Adelaide South    | 2–2 | 0.727 |
| 3.    | Perth         | West Coast Waves  | 2–2 | 0.958 |
| 4.    | Sunraysia     | Sunraysia         | 2–2 | 3.588 |
| 5.    | Mount Gambier | Mount Gambier     | 0–4 | 4.429 |

| Datum     | Zeit | Stadion                    | Begegnung     | Begegnung | Begegnung     | Ergebnis     |
| --------- | ---- | -------------------------- | ------------- | --------- | ------------- | ------------ |
| 1. Juni   |      | Coplick Family Sports Park | Perth North   | –         | Adelaide      | 6:4 Box      |
| 1. Juni   |      | Coplick Family Sports Park | Sunraysia     | –         | Mount Gambier | 15:0 (4) Box |
| 2. Juni   |      | Coplick Family Sports Park | Perth North   | –         | Sunraysia     | 18:0 (4) Box |
| 2. Juni   |      | Coplick Family Sports Park | West Coast    | –         | Mount Gambier | 12:1 (4) Box |
| 2. Juni   |      | Coplick Family Sports Park | Mount Gambier | –         | Adelaide      | 4:16 (4) Box |
| 2. Juni   |      | Coplick Family Sports Park | Perth North   | –         | West Coast    | 13:2 Box     |
| 3. Juni   |      | Coplick Family Sports Park | Mount Gambier | –         | Perth North   | 0:19 (4) Box |
| 3. Juni   |      | Coplick Family Sports Park | Sunraysia     | –         | West Coast    | 7:5 Box      |
| 3. Juni   |      | Coplick Family Sports Park | Adelaide      | –         | Sunraysia     | 38:3 (4) Box |
| 3. Juni * |      | Coplick Family Sports Park | Adelaide      | –         | West Coast    | 2:3 (8) Box  |

* Das Spiel Adelaide South gegen West Coast Wavers wurde am 1. Juni beim Stand von 2:2 im 7. Inning abgebrochen und am 3. Juni beendet.

#### Playoff

##### Finalrunde
|  | Viertelfinale     | Viertelfinale |                  |             | Halbfinale       | Halbfinale |  |  | Finale      | Finale      |
|  |                   |               |                  |             |                  |            |  |  |             |             |
|  | 4. Juni Box       |               |                  |             |                  |            |  |  |             |             |
|  | A1 Perth Central  | 4             |                  |             |                  |            |  |  |             |             |
|  | A1 Perth Central  | 4             | 4. Juni Box      |             |                  |            |  |  |             |             |
|  | B2 North Ryde     | 1             |                  |             |                  |            |  |  |             |             |
|  | B2 North Ryde     | 1             | A1 Perth Central | 3           |                  |            |  |  |             |             |
|  |                   |               | A1 Perth Central | 3           |                  |            |  |  |             |             |
|  |                   | B1 Cronulla   | 1                |             |                  |            |  |  |             |             |
|  | B1 Cronulla       | B1 Cronulla   | 1                | 6           |                  |            |  |  |             |             |
|  | B1 Cronulla       |               |                  | 6           |                  |            |  |  |             |             |
|  | A2 Swan Hill      | 5             |                  | 5. Juni Box | 5. Juni Box      |            |  |  |             |             |
|  | 4. Juni Box       | 4. Juni Box   | A1 Perth Central | 8           |                  |            |  |  |             |             |
|  | 4. Juni Box       | 4. Juni Box   |                  | D2 Adelaide | 2                |            |  |  |             |             |
|  | C1 Yarra          | 7             |                  |             |                  |            |  |  |             |             |
|  | C2 Hills District | 6             |                  |             |                  |            |  |  |             |             |
|  | C2 Hills District | 6             | C1 Yarra         | 1           |                  |            |  |  |             |             |
|  |                   |               | C1 Yarra         | 1           | Spiel um Platz 3 |            |  |  |             |             |
|  |                   | D2 Adelaide   | 14               |             |                  |            |  |  |             |             |
|  | D1 Perth North    | D2 Adelaide   | 14               | 8           | B1 Cronulla      | 11         |  |  |             |             |
|  | D1 Perth North    | 4. Juni Box   |                  | 8           | B1 Cronulla      | 11         |  |  |             |             |
|  | D2 Adelaide (7)   | 9             |                  | C1 Yarra    | 14               |            |  |  |             |             |
|  | D2 Adelaide (7)   | 9             |                  |             | 14               |            |  |  |             |             |
|  | 4. Juni Box       | 4. Juni Box   |                  |             |                  |            |  |  | 5. Juni Box | 5. Juni Box |

##### Klassierungsrunde um Platz 5
Verlierer Viertelfinale

|  | Klassierungsrunde | Klassierungsrunde |                   |    | Spiel um Platz 5 | Spiel um Platz 5 |
|  |                   |                   |                   |    |                  |                  |
|  | B2 North Ryde     | 4                 |                   |    |                  |                  |
|  | A2 Swan Hill      | 3                 |                   |    |                  |                  |
|  | 4. Juni Box       |                   |                   |    |                  |                  |
|  |                   |                   | 5. Juni Box       |    |                  |                  |
|  | B2 North Ryde     | 7                 |                   |    |                  |                  |
|  |                   | D1 Perth North    | 3                 |    |                  |                  |
|  |                   |                   |                   |    |                  |                  |
|  | Spiel um Platz 7  |                   |                   |    |                  |                  |
|  | 4. Juni Box       | 4. Juni Box       | A2 Swan Hill      | 14 |                  |                  |
|  | C2 Hills District | 3                 | C2 Hills District | 1  |                  |                  |
|  | D1 Perth North    | 6                 |                   |    | 5. Juni Box      | 5. Juni Box      |

##### Klassierungsrunde um Platz 9
|  | Klassierungsrunde | Klassierungsrunde |               |    | Spiel um Platz 9 | Spiel um Platz 9 |
|  |                   |                   |               |    |                  |                  |
|  | A3 Canberra       | 3                 |               |    |                  |                  |
|  | B3 Brisbane       | 12                |               |    |                  |                  |
|  | 4. Juni Box       |                   |               |    |                  |                  |
|  |                   |                   | 5. Juni Box   |    |                  |                  |
|  | B3 Brisbane       | 6                 |               |    |                  |                  |
|  |                   | C3 Melbourne      | 12            |    |                  |                  |
|  |                   |                   |               |    |                  |                  |
|  | Spiel um Platz 11 |                   |               |    |                  |                  |
|  | 4. Juni Box       | 4. Juni Box       | A3 Canberra   | 3  |                  |                  |
|  | C3 Melbourne (5)  | 15                | D3 West Coast | 12 |                  |                  |
|  | D3 West Coast     | 5                 |               |    | 5. Juni Box      | 5. Juni Box      |

##### Klassierungsrunde um Platz 13
|  | Klassierungsrunde  | Klassierungsrunde |                    |   | Spiel um Platz 13 | Spiel um Platz 13 |
|  |                    |                   |                    |   |                   |                   |
|  | A4 Newcastle       | 1                 |                    |   |                   |                   |
|  | B4 MacArthur (5)   | 11                |                    |   |                   |                   |
|  | 4. Juni Box        |                   |                    |   |                   |                   |
|  |                    |                   | 5. Juni Box        |   |                   |                   |
|  | B4 MacArthur       | 2                 |                    |   |                   |                   |
|  |                    | D4 Sunraysia      | 5                  |   |                   |                   |
|  |                    |                   |                    |   |                   |                   |
|  | Spiel um Platz 15  |                   |                    |   |                   |                   |
|  | 4. Juni Box        | 4. Juni Box       | A4 Newcastle       | 0 |                   |                   |
|  | C4 Far North Coast | 3                 | C4 Far North Coast | 1 |                   |                   |
|  | D4 Sunraysia       | 4                 |                    |   | 5. Juni Box       | 5. Juni Box       |

##### Klassierungsrunde um Platz 17
|  | Klassierungsrunde | Klassierungsrunde |                  |   | Spiel um Platz 17 | Spiel um Platz 17 |
|  |                   |                   |                  |   |                   |                   |
|  | A5 Port Hedland   | 0                 |                  |   |                   |                   |
|  | B5 Gold Coast (5) | 10                |                  |   |                   |                   |
|  | 4. Juni Box       |                   |                  |   |                   |                   |
|  |                   |                   | 5. Juni Box      |   |                   |                   |
|  | B5 Gold Coast (4) | 12                |                  |   |                   |                   |
|  |                   | C5 Mount Gambier  | 1                |   |                   |                   |
|  |                   |                   |                  |   |                   |                   |
|  | Spiel um Platz 19 |                   |                  |   |                   |                   |
|  | 4. Juni Box       | 4. Juni Box       | A5 Port Hedland  | 2 |                   |                   |
|  | C5 Alice Springs  | 11                | C5 Alice Springs | 7 |                   |                   |
|  | C5 Mount Gambier  | 16                |                  |   | 5. Juni Box       | 5. Juni Box       |

### Europa und Afrika
Das Turnier fand vom 13. bis 20. Juli 2013 in Kutno, Polen statt.

#### Vorrunde

##### Gruppe A
| Platz | Stadt  | Mannschaft        | W-L |
| ----- | ------ | ----------------- | --- |
| 1.    | Emilia | Emilia            | 4–0 |
| 2.    | Wien   | Austria-East      | 2–2 |
| 3.    | London | London Area Youth | 2–2 |
| 4.    | Rouen  | Haute Normandie   | 1–3 |
| 5.    | Riwne  | Riwne             | 1–3 |

| Datum    | Zeit  | Stadion               | Begegnung              | Begegnung | Begegnung              | Ergebnis |
| -------- | ----- | --------------------- | ---------------------- | --------- | ---------------------- | -------- |
| 13. Juli | 12:00 | Edward Piszek Stadium | Italien                | –         | Österreich             | 3:1 Box  |
| 13. Juli | 14:30 | Edward Piszek Stadium | Vereinigtes Königreich | –         | Frankreich             | 5:0 Box  |
| 14. Juli | 10:30 | Little League Field   | Österreich             | –         | Vereinigtes Königreich | 7:5 Box  |
| 14. Juli | 13:30 | Little League Field   | Ukraine                | –         | Italien                | 1:12 Box |
| 15. Juli | 10:00 | Edward Piszek Stadium | Vereinigtes Königreich | –         | Ukraine                | 5:4 Box  |
| 15. Juli | 13:00 | Edward Piszek Stadium | Österreich             | –         | Frankreich             | 9:0 Box  |
| 16. Juli | 10:30 | Little League Field   | Frankreich             | –         | Ukraine                | 9:4 Box  |
| 16. Juli | 13:30 | Little League Field   | Italien                | –         | Vereinigtes Königreich | 9:2 Box  |
| 17. Juli | 10:00 | Edward Piszek Stadium | Italien                | –         | Frankreich             | 3:0 Box  |
| 17. Juli | 13:00 | Edward Piszek Stadium | Österreich             | –         | Ukraine                | 1:4 Box  |

##### Gruppe B
| Platz | Stadt     | Mannschaft        | W-L |
| ----- | --------- | ----------------- | --- |
| 1.    | Brno      | Jihomoravský kraj | 5–0 |
| 2.    | Ramstein  | KMC American      | 4–1 |
| 3.    | Rotterdam | Rotterdam         | 3–2 |
| 4.    | Skidsel   | Sugar Storm       | 2–3 |
| 5.    | Vilnius   | Vilnius           | 1–4 |
| 6.    | Belgrad   | Serbien           | 0–5 |

| Datum    | Zeit  | Stadion               | Begegnung      | Begegnung | Begegnung      | Ergebnis |
| -------- | ----- | --------------------- | -------------- | --------- | -------------- | -------- |
| 13. Juli | 12:30 | Little League Field   | Niederlande    | –         | US-Deutschland | 2:7 Box  |
| 13. Juli | 15:00 | Little League Field   | Belarus        | –         | Serbien        | 10:0 Box |
| 13. Juli | 17:00 | Edward Piszek Stadium | Litauen        | –         | Tschechien     | 7:23 Box |
| 14. Juli | 10:00 | Edward Piszek Stadium | Litauen        | –         | Belarus        | 1:16 Box |
| 14. Juli | 13:00 | Edward Piszek Stadium | Niederlande    | –         | Tschechien     | 2:3 Box  |
| 14. Juli | 16:00 | Edward Piszek Stadium | US-Deutschland | –         | Serbien        | 19:0 Box |
| 15. Juli | 10:30 | Little League Field   | Tschechien     | –         | Belarus        | 11:1 Box |
| 15. Juli | 13:30 | Little League Field   | US-Deutschland | –         | Litauen        | 10:0 Box |
| 15. Juli | 16:00 | Edward Piszek Stadium | Niederlande    | –         | Serbien        | 17:0 Box |
| 16. Juli | 10:00 | Edward Piszek Stadium | Serbien        | –         | Litauen        | 2:12 Box |
| 16. Juli | 13:00 | Edward Piszek Stadium | Tschechien     | –         | US-Deutschland | 3:1 Box  |
| 16. Juli | 16:00 | Edward Piszek Stadium | Niederlande    | –         | Belarus        | 10:2 Box |
| 17. Juli | 10:30 | Little League Field   | Tschechien     | –         | Serbien        | 19:0 Box |
| 17. Juli | 13:30 | Little League Field   | Niederlande    | –         | Litauen        | 10:0 Box |
| 17. Juli | 16:00 | Edward Piszek Stadium | US-Deutschland | –         | Belarus        | 12:0 Box |

#### Playoff
|  | Viertelfinale      | Viertelfinale |  |  | Halbfinale     | Halbfinale   |   |  | Finale | Finale |
|  |                    |               |  |  |                |              |   |  |        |        |
|  | 18. Juli Box       |               |  |  |                |              |   |  |        |        |
|  | A2 Österreich      | 3             |  |  | 19. Juli Box   | 19. Juli Box |   |  |        |        |
|  | B3 Niederlande     | 8             |  |  | B3 Niederlande | 8            |   |  |        |        |
|  | 18. Juli Box       | 18. Juli Box  |  |  | B1 Tschechien  | 11           |   |  |        |        |
|  | B1 Tschechien      | 20            |  |  | 20. Juli Box   | 20. Juli Box |   |  |        |        |
|  | A4 Frankreich      | 1             |  |  | B1 Tschechien  | 3            |   |  |        |        |
|  | 18. Juli Box       | 18. Juli Box  |  |  |                | A1 Italien   | 0 |  |        |        |
|  | B4 Belarus         | 1             |  |  | 19. Juli Box   | 19. Juli Box |   |  |        |        |
|  | A1 Italien         | 14            |  |  | A1 Italien     | 3            |   |  |        |        |
|  | 18. Juli Box       | 18. Juli Box  |  |  | B2 Deutschland | 0            |   |  |        |        |
|  | A3 Ver. Königreich | 3             |  |  |                |              |   |  |        |        |
|  | B2 Deutschland     | 5             |  |  |                |              |   |  |        |        |

### Japan
Die ersten beiden Runden fanden am 29. Juni statt, die letzten beiden Runden am 6. Juli. Alle Spiele fanden in Tokio statt.

#### Teilnehmende Teams
| Ergebnis Distrikt     | Präfektur | Stadt      | Team              |
| --------------------- | --------- | ---------- | ----------------- |
| Chūgoku Meister       | Hiroshima | Hiroshima  | Hiroshima Saeki   |
| Kita-Kantō Meister    | Saitama   | Saitama    | Ōmiya Higashi     |
| Kanagawa Meister      | Kanagawa  | Yokohama   | Yokohama Aoba     |
| Kansai Meister        | Hyōgo     | Takarazuka | Takarazuka        |
| Kansai Zweiter        | Hyōgo     | Kishiwada  | Kishiwada         |
| Higashi-Kantō Meister | Chiba     | Matsudo    | Matsudo           |
| Kyūshū Meister        | Kumamoto  | Kumamoto   | Kumamoto Chuo     |
| Hokkaidō Meister      | Hokkaidō  | Sapporo    | Sapporo Shiroishi |
| Shikoku Meister       | Ehime     | Iyo        | Ehime Tobe        |
| Shin’etsu Meister     | Nagano    | Ueda       | Ueda Minami       |
| Tōhoku Meister        | Miyagi    | Sendai     | Sendai Aoba       |
| Tōhoku Zweiter        | Miyagi    | Sendai     | Miyagino          |
| Tōkai Meister         | Shizuoka  | Hamamatsu  | Hamamatsu Minami  |
| Tōkai Zweiter         | Aichi     | Ichinomiya | Owari Ichinomiya  |
| Tokio Meister         | Tokio     | Fuchū      | Musashi Fuchū     |
| Tokio Zweiter         | Tokio     | Chōfu      | Chōfu             |

#### Playoffs
|  | Achtelfinale      | Achtelfinale |                   |              | Viertelfinale | Viertelfinale |  |  | Halbfinale | Halbfinale |             |             | Finale | Finale |
|  |                   |              |                   |              |               |               |  |  |            |            |             |             |        |        |
|  | 29. Juni Box      |              |                   |              |               |               |  |  |            |            |             |             |        |        |
|  | Hiroshima Saeki   | 3            |                   |              |               |               |  |  |            |            |             |             |        |        |
|  | Musashi Fuchū     | 6            |                   |              | 29. Juni Box  | 29. Juni Box  |  |  |            |            |             |             |        |        |
|  | Musashi Fuchū     | 6            | Musashi Fuchū (5) | 11           |               |               |  |  |            |            |             |             |        |        |
|  |                   |              | Musashi Fuchū (5) | 11           |               |               |  |  |            |            |             |             |        |        |
|  | 29. Juni Box      | 29. Juni Box |                   |              | Kishiwada     | 1             |  |  |            |            |             |             |        |        |
|  | Sapporo Shiroishi | 0            |                   |              | Kishiwada     | 1             |  |  |            |            |             |             |        |        |
|  | Sapporo Shiroishi | 0            |                   |              |               |               |  |  |            |            |             |             |        |        |
|  | Kishiwada         | 8            |                   |              | 6. Juli Box   | 6. Juli Box   |  |  |            |            |             |             |        |        |
|  | Kishiwada         | 8            | Musashi Fuchū     | 8            |               |               |  |  |            |            |             |             |        |        |
|  |                   |              | Musashi Fuchū     | 8            |               |               |  |  |            |            |             |             |        |        |
|  | 29. Juni Box      | 29. Juni Box |                   | Sendai Aoba  | 5             |               |  |  |            |            |             |             |        |        |
|  | Owari Ichinomiya  | 6            |                   | Sendai Aoba  | 5             |               |  |  |            |            |             |             |        |        |
|  | Owari Ichinomiya  | 6            |                   |              |               |               |  |  |            |            |             |             |        |        |
|  | Kumamoto Chuo     | 5            |                   |              | 29. Juni Box  | 29. Juni Box  |  |  |            |            |             |             |        |        |
|  | Kumamoto Chuo     | 5            | Owari Ichinomiya  | 5            |               |               |  |  |            |            |             |             |        |        |
|  |                   |              | Owari Ichinomiya  | 5            |               |               |  |  |            |            |             |             |        |        |
|  | 29. Juni Box      | 29. Juni Box |                   |              | Sendai Aoba   | 15            |  |  |            |            |             |             |        |        |
|  | Sendai Aoba       | 2            |                   |              | Sendai Aoba   | 15            |  |  |            |            |             |             |        |        |
|  | Sendai Aoba       | 2            |                   |              |               |               |  |  |            |            |             |             |        |        |
|  | Ōmiya Higashi     | 0            |                   |              |               |               |  |  |            |            | 6. Juli Box | 6. Juli Box |        |        |
|  | Ōmiya Higashi     | 0            | Musashi Fuchū     | 11           |               |               |  |  |            |            |             |             |        |        |
|  |                   |              | Musashi Fuchū     | 11           |               |               |  |  |            |            |             |             |        |        |
|  | 29. Juni Box      | 29. Juni Box |                   | Miyagino     | 6             |               |  |  |            |            |             |             |        |        |
|  | Yokohama Aoba     | 9            |                   | Miyagino     | 6             |               |  |  |            |            |             |             |        |        |
|  | Yokohama Aoba     | 9            |                   |              |               |               |  |  |            |            |             |             |        |        |
|  | Hamamatsu Minami  | 2            |                   |              | 29. Juni Box  | 29. Juni Box  |  |  |            |            |             |             |        |        |
|  | Hamamatsu Minami  | 2            | Yokohama Aoba     | 12           |               |               |  |  |            |            |             |             |        |        |
|  |                   |              | Yokohama Aoba     | 12           |               |               |  |  |            |            |             |             |        |        |
|  | 29. Juni Box      | 29. Juni Box |                   |              | Chōfu         | 4             |  |  |            |            |             |             |        |        |
|  | Ehime Tobe        | 2            |                   |              | Chōfu         | 4             |  |  |            |            |             |             |        |        |
|  | Ehime Tobe        | 2            |                   |              |               |               |  |  |            |            |             |             |        |        |
|  | Chōfu             | 3            |                   |              | 6. Juli Box   | 6. Juli Box   |  |  |            |            |             |             |        |        |
|  | Chōfu             | 3            | Yokohama Aoba     | 6            |               |               |  |  |            |            |             |             |        |        |
|  |                   |              | Yokohama Aoba     | 6            |               |               |  |  |            |            |             |             |        |        |
|  | 29. Juni Box      | 29. Juni Box |                   | Miyagino (5) | 17            |               |  |  |            |            |             |             |        |        |
|  | Matsudo           | 2            |                   | Miyagino (5) | 17            |               |  |  |            |            |             |             |        |        |
|  | Matsudo           | 2            |                   |              |               |               |  |  |            |            |             |             |        |        |
|  | Miyagino          | 6            |                   |              | 29. Juni Box  | 29. Juni Box  |  |  |            |            |             |             |        |        |
|  | Miyagino          | 6            | Miyagino          | 7            |               |               |  |  |            |            |             |             |        |        |
|  |                   |              | Miyagino          | 7            |               |               |  |  |            |            |             |             |        |        |
|  | 29. Juni Box      | 29. Juni Box |                   |              | Ueda Minami   | 6             |  |  |            |            |             |             |        |        |
|  | Ueda Minami       | 16           |                   |              | Ueda Minami   | 6             |  |  |            |            |             |             |        |        |
|  | Ueda Minami       | 16           |                   |              |               |               |  |  |            |            |             |             |        |        |
|  | Takarazuka        | 5            |                   |              |               |               |  |  |            |            |             |             |        |        |

### Kanada
Das Turnier fand vom 2. bis 11. August 2013 in Glace Bay, Nova Scotia statt.

#### Vorrunde
| Platz | Stadt                 | Mannschaft                 | W-L |
| ----- | --------------------- | -------------------------- | --- |
| 1.    | White Rock            | White Rock South Surrey LL | 6–0 |
| 2.    | Nepean                | East Nepean LL             | 5–1 |
| 3.    | Glace Bay (Gastgeber) | Glace Bay LL               | 4–2 |
| 4.    | Montreal              | Notre-Dame-de-Grace LL     | 2–4 |
| 5.    | Saint John (Atlantik) | Saint John LL              | 2–4 |
| 6.    | Medicine Hat          | Medicine Hat LL            | 1–5 |
| 7.    | Regina                | North Regina LL            | 1–5 |

| Datum     | Zeit  | Stadion      | Begegnung        | Begegnung | Begegnung        | Ergebnis     |
| --------- | ----- | ------------ | ---------------- | --------- | ---------------- | ------------ |
| 2. August | 10:00 | Cameron Bowl | Alberta          | –         | Atlantik         | 1:2 Box      |
| 2. August | 13:00 | Cameron Bowl | Ontario          | –         | Québec           | 10:1 Box     |
| 2. August | 16:00 | Cameron Bowl | Gastgeber        | –         | Saskatchewan     | 12:1 Box     |
| 3. August | 11:00 | Cameron Bowl | Atlantik         | –         | Québec           | 2:14 (5) Box |
| 3. August | 14:00 | Cameron Bowl | British Columbia | –         | Saskatchewan     | 9:6 Box      |
| 3. August | 17:00 | Cameron Bowl | Gastgeber        | –         | Alberta          | 10:0 (4) Box |
| 4. August | 11:00 | Cameron Bowl | British Columbia | –         | Ontario          | 9:2 Box      |
| 4. August | 14:00 | Cameron Bowl | Québec           | –         | Alberta          | 11:8 Box     |
| 4. August | 17:00 | Cameron Bowl | Gastgeber        | –         | Atlantik         | 10:0 (4) Box |
| 5. August | 11:00 | Cameron Bowl | British Columbia | –         | Québec           | 10:0 (4) Box |
| 5. August | 14:00 | Cameron Bowl | Alberta          | –         | Ontario          | 4:9 Box      |
| 5. August | 17:00 | Cameron Bowl | Atlantik         | –         | Saskatchewan     | 8:2 Box      |
| 6. August | 11:00 | Cameron Bowl | Saskatchewan     | –         | Québec           | 8:3 Box      |
| 6. August | 14:00 | Cameron Bowl | British Columbia | –         | Atlantik         | 10:0 (4) Box |
| 6. August | 17:00 | Cameron Bowl | Gastgeber        | –         | Ontario          | 2:5 Box      |
| 7. August | 11:00 | Cameron Bowl | Ontario          | –         | Atlantik         | 11:8 Box     |
| 7. August | 14:00 | Cameron Bowl | Saskatchewan     | –         | Alberta          | 5:12 Box     |
| 7. August | 17:00 | Cameron Bowl | Gastgeber        | –         | British Columbia | 0:2 Box      |
| 8. August | 10:00 | Cameron Bowl | British Columbia | –         | Alberta          | 11:7 Box     |
| 8. August | 13:00 | Cameron Bowl | Ontario          | –         | Saskatchewan     | 15:2 (4) Box |
| 8. August | 16:00 | Cameron Bowl | Gastgeber        | –         | Québec           | 13:2 Box     |

#### Playoff
|  | Halbfinale             | Halbfinale      |                    |           | Finale         | Finale         |
|  |                        |                 |                    |           |                |                |
|  | 11. August* Box        |                 |                    |           |                |                |
|  | 1 British Columbia (4) | 11              |                    |           |                |                |
|  | 4 Québec               | 1               |                    |           | 11. August Box | 11. August Box |
|  |                        |                 | 1 British Columbia | 1         |                |                |
|  | 11. August* Box        | 11. August* Box |                    | 2 Ontario | 5              |                |
|  | 2 Ontario              | 5               |                    |           |                |                |
|  | 3 Gastgeber            | 0               |                    |           |                |                |
|  |                        |                 |                    |           |                |                |

* Die Halbfinalspiele mussten wegen Regens vom 10. auf den 11. August verschoben werden.

### Karibik
Das Turnier fand vom 13. bis 20. Juli 2013 in Bonaire, Niederlande statt.

#### Vorrunde

##### Gruppe A
| Platz | Stadt       | Mannschaft           | W-L |
| ----- | ----------- | -------------------- | --- |
| 1.    | St. Thomas  | Elrod Hendricks West | 3–0 |
| 2.    | Saint Croix | Elmo Plaskett East   | 2–1 |
| 3.    | Philipsburg | Sint Maarten         | 1–2 |
| 4.    | Portland    | West Portland        | 0–3 |

| Datum    | Zeit  | Stadion             | Begegnung    | Begegnung | Begegnung    | Ergebnis |
| -------- | ----- | ------------------- | ------------ | --------- | ------------ | -------- |
| 13. Juli | 13:30 | La Sonrisa Ballpark | Sint Maarten | –         | Jamaika      | 15:0 Box |
| 14. Juli | 10:30 | La Sonrisa Ballpark | Saint Croix  | –         | Sint Maarten | 3:2 Box  |
| 14. Juli | 19:30 | La Sonrisa Ballpark | St. Thomas   | –         | Jamaika      | 20:0 Box |
| 15. Juli | 13:30 | La Sonrisa Ballpark | Jamaika      | –         | Saint Croix  | 2:17 Box |
| 15. Juli | 19:30 | La Sonrisa Ballpark | Sint Maarten | –         | St. Thomas   | 0:2 Box  |
| 16. Juli | 13:30 | La Sonrisa Ballpark | St. Thomas   | –         | Saint Croix  | 12:0 Box |

##### Gruppe B
| Platz | Stadt       | Mannschaft    | W-L |
| ----- | ----------- | ------------- | --- |
| 1.    | Willemstad  | Pariba        | 3–0 |
| 2.    | Oranjestad  | Aruba Central | 2–1 |
| 3.    | San Lorenzo | Sanmaritana   | 1–2 |
| 4.    | Kralendijk  | Bonaire       | 0–3 |

| Datum    | Zeit  | Stadion             | Begegnung   | Begegnung | Begegnung   | Ergebnis |
| -------- | ----- | ------------------- | ----------- | --------- | ----------- | -------- |
| 13. Juli | 19:00 | La Sonrisa Ballpark | Aruba       | –         | Curaçao     | 3:5 Box  |
| 14. Juli | 13:30 | La Sonrisa Ballpark | Puerto Rico | –         | Aruba       | 1:4 Box  |
| 14. Juli | 16:30 | La Sonrisa Ballpark | Curaçao     | –         | Bonaire     | 8:1 Box  |
| 15. Juli | 16:30 | La Sonrisa Ballpark | Bonaire     | –         | Puerto Rico | 1:14 Box |
| 16. Juli | 16:30 | La Sonrisa Ballpark | Aruba       | –         | Bonaire     | 10:0 Box |
| 16. Juli | 19:30 | La Sonrisa Ballpark | Curaçao     | –         | Puerto Rico | 12:1 Box |

#### Playoff
|  | Viertelfinale 18. Juli Box 1 Box 2 | Viertelfinale 18. Juli Box 1 Box 2 | Viertelfinale 18. Juli Box 1 Box 2 |  |  | Halbfinale 19. Juli Box 1 Box 2 | Halbfinale 19. Juli Box 1 Box 2 | Halbfinale 19. Juli Box 1 Box 2 |  |    | Finale 20. Juli Box      | Finale 20. Juli Box      | Finale 20. Juli Box      |
|  |                                    |                                    |                                    |  |  |                                 |                                 |                                 |  |    |                          |                          |                          |
|  |                                    |                                    |                                    |  |  | A1                              | St. Thomas                      | 1                               |  |    |                          |                          |                          |
|  | A2                                 | Saint Croix                        | 0                                  |  |  | B3                              | Puerto Rico                     | 11                              |  |    |                          |                          |                          |
|  | B3                                 | Puerto Rico                        | 10                                 |  |  |                                 |                                 |                                 |  | B3 | Puerto Rico              | 6                        |                          |
|  |                                    |                                    |                                    |  |  |                                 |                                 |                                 |  | B1 | Curaçao                  | 4                        |                          |
|  |                                    |                                    |                                    |  |  | B1                              | Curaçao                         | 2                               |  |    |                          |                          |                          |
|  | B2                                 | Aruba                              | 10                                 |  |  | B2                              | Aruba                           | 1                               |  |    | Trost-Spiel 20. Juli Box | Trost-Spiel 20. Juli Box | Trost-Spiel 20. Juli Box |
|  | A3                                 | Sint Maarten                       | 0                                  |  |  |                                 |                                 |                                 |  |    | A1                       | St. Thomas               | 6                        |
|  |                                    |                                    |                                    |  |  |                                 |                                 |                                 |  |    | B2                       | Aruba                    | 2                        |

### Lateinamerika
Das Turnier fand vom 20. bis 27. Juli 2013 in Guayaquil, Ecuador statt.

#### Vorrunde
| Platz | Stadt        | Mannschaft       | W-L |
| ----- | ------------ | ---------------- | --- |
| 1.    | Aguadulce    | Aguadulce        | 6–0 |
| 2.    | Maracaibo    | San Francisco LL | 5–1 |
| 3.    | Guayaquil A* | Liga Miraflores  | 4–2 |
| 4.    | Cartagena    | Falcon LL        | 3–3 |
| 5.    | Nicaragua    |                  | 2–4 |
| 6.    | Guayaquil B* | Liga Miraflores  | 1–5 |
| 7.    | Bolivien     |                  | 0–6 |

* Die Liga Miraflores aus Guayaquil stellt zwei Mannschaften. Eine repräsentiert den Gastgeber, die andere Ecuador.
| Datum    | Zeit  | Stadion    | Begegnung | Begegnung | Begegnung | Ergebnis |
| -------- | ----- | ---------- | --------- | --------- | --------- | -------- |
| 20. Juli | 10:00 | Miraflores | Venezuela | –         | Panama    | 2:3 Box  |
| 20. Juli | 15:30 | Miraflores | Ecuador B | –         | Bolivien  | 17:0 Box |
| 20. Juli | 17:30 | Miraflores | Ecuador A | –         | Kolumbien | 5:2 Box  |
| 21. Juli | 10:00 | Miraflores | Kolumbien | –         | Venezuela | 1:11 Box |
| 21. Juli | 13:00 | Miraflores | Bolivien  | –         | Ecuador A | 1:26 Box |
| 21. Juli | 15:00 | Miraflores | Panama    | –         | Nicaragua | 5:3 Box  |
| 22. Juli | 10:00 | Miraflores | Bolivien  | –         | Kolumbien | 0:36 Box |
| 22. Juli | 14:30 | Liga Sur   | Ecuador B | –         | Panama    | 0:8 Box  |
| 22. Juli | 17:30 | Miraflores | Ecuador A | –         | Nicaragua | 5:3 Box  |
| 23. Juli | 10:00 | Miraflores | Nicaragua | –         | Venezuela | 0:5 Box  |
| 23. Juli | 14:30 | Miraflores | Kolumbien | –         | Ecuador B | 3:2 Box  |
| 23. Juli | 17:30 | Miraflores | Panama    | –         | Ecuador A | 10:0 Box |
| 24. Juli | 10:00 | Miraflores | Bolivien  | –         | Nicaragua | 0:10 Box |
| 24. Juli | 14:30 | Miraflores | Kolumbien | –         | Panama    | 4:7 Box  |
| 24. Juli | 17:30 | Miraflores | Ecuador B | –         | Venezuela | 2:17 Box |
| 25. Juli | 10:30 | Miraflores | Venezuela | –         | Ecuador A | 12:3 Box |
| 25. Juli | 14:30 | Miraflores | Panama    | –         | Bolivien  | 20:0 Box |
| 25. Juli | 17:30 | Liga Sur   | Nicaragua | –         | Ecuador B | 10:0 Box |
| 26. Juli | 10:00 | Miraflores | Venezuela | –         | Bolivien  | 22:0 Box |
| 26. Juli | 14:30 | Miraflores | Nicaragua | –         | Kolumbien | 1:4 Box  |
| 26. Juli | 17:30 | Miraflores | Ecuador A | –         | Ecuador B | 8:6 Box  |

#### Finalspiel
| Datum    | Zeit | Stadion    | Begegnung | Begegnung | Begegnung | Ergebnis |
| -------- | ---- | ---------- | --------- | --------- | --------- | -------- |
| 27. Juli |      | Miraflores | Panama    | –         | Venezuela | 6:2 Box  |

### Mexiko
Das Turnier fand vom 8. bis 14. Juli 2013 in Reynosa, Tamaulipas statt.

#### Vorrunde

##### Gruppe A
| Platz | Stadt          | Mannschaft           | W-L |
| ----- | -------------- | -------------------- | --- |
| 1.    | Reynosa        | Trevino Kelly        | 5–1 |
| 2.    | Boca del Río   | Beto Avila           | 5–1 |
| 3.    | Santa Catarina | Santa Catarina       | 4–2 |
| 4.    | Guaymas        | Guaymas Sector Pesca | 3–3 |
| 5.    | Delicias       | A. Cura Trillo       | 2–4 |
| 6.    | Nueva Rosita   | Rogelio Jimenez      | 1–5 |
| 7.    | Zapopan        | Legion Zapopan       | 1–5 |

| Datum    | Zeit  | Stadion | Begegnung      | Begegnung | Begegnung      | Ergebnis  |
| -------- | ----- | ------- | -------------- | --------- | -------------- | --------- |
| 8. Juli  | 09:00 |         | Reynosa        | –         | Nueva Rosita   | 10:0 Box  |
| 9. Juli  | 11:30 |         | Zapopan        | –         | Guaymas        | 0:2 Box   |
| 9. Juli  | 14:00 |         | Santa Catarina | –         | Boca del Río   | 2:5 Box   |
| 9. Juli  | 16:30 |         | Zapopan        | –         | Delicias       | 3:4 Box   |
| 10. Juli | 11:30 |         | Guaymas        | –         | Santa Catarina | 4:6 Box   |
| 10. Juli | 14:00 |         | Delicias       | –         | Nueva Rosita   | 5:8 Box   |
| 10. Juli | 16:30 |         | Boca del Río   | –         | Guaymas        | 6:1 Box   |
| 10. Juli | 19:00 |         | Zapopan        | –         | Reynosa        | 1:12 Box  |
| 11. Juli | 11:30 |         | Santa Catarina | –         | Nueva Rosita   | 10:0 Box  |
| 11. Juli | 14:00 |         | Boca del Río   | –         | Delicias       | 7:2 Box   |
| 11. Juli | 16:30 |         | Zapopan        | –         | Santa Catarina | 3:9 Box   |
| 11. Juli | 19:00 |         | Guaymas        | –         | Reynosa        | 5:6 Box   |
| 12. Juli | 11:30 |         | Santa Catarina | –         | Reynosa        | 14:4 Box  |
| 12. Juli | 14:00 |         | Guaymas        | –         | Nueva Rosita   | 15:4 Box  |
| 12. Juli | 16:30 |         | Boca del Río   | –         | Zapopan        | 10:0 Box  |
| 12. Juli | 19:00 |         | Delicias       | –         | Reynosa        | 8:10 Box  |
| 13. Juli | 09:00 |         | Nueva Rosita   | –         | Zapopan        | 0:1 Box   |
| 13. Juli | 11:30 |         | Delicias       | –         | Santa Catarina | 3:1 Box   |
| 13. Juli | 14:00 |         | Nueva Rosita   | –         | Boca del Río   | 2:6 Box   |
| 13. Juli | 16:30 |         | Delicias       | –         | Guaymas        | 0:11 Box  |
| 13. Juli | 19:00 |         | Boca del Río   | –         | Reynosa        | 13:15 Box |

##### Gruppe B
| Platz | Stadt         | Mannschaft            | W-L |
| ----- | ------------- | --------------------- | --- |
| 1.    | Guadalupe     | Guadalupe Linda Vista | 5–1 |
| 2.    | Tijuana       | Municipal De Tijuana  | 5–1 |
| 3.    | Saltillo      | Saltillo              | 5–1 |
| 4.    | Guadalajara   | Guadalara Sutaj       | 3–3 |
| 5.    | Matamoros     | Villa Del Refugio     | 2–4 |
| 6.    | Ciudad Juárez | El Granjero           | 1–5 |
| 7.    | Cotaxtla      | Cotaxtla              | 0–6 |

| Datum    | Zeit  | Stadion | Begegnung     | Begegnung | Begegnung     | Ergebnis |
| -------- | ----- | ------- | ------------- | --------- | ------------- | -------- |
| 9. Juli  | 09:00 |         | Saltillo      | –         | Guadalajara   | 4:0 Box  |
| 9. Juli  | 09:00 |         | Cotaxtla      | –         | Tijuana       | 0:12 Box |
| 9. Juli  | 17:00 |         | Saltillo      | –         | Guadalupe     | 9:8 Box  |
| 9. Juli  | 19:30 |         | Ciudad Juárez | –         | Matamoros     | 2:7 Box  |
| 10. Juli | 09:00 |         | Guadalajara   | –         | Cotaxtla      | 3:2 Box  |
| 10. Juli | 09:00 |         | Guadalupe     | –         | Ciudad Juárez | 3:0 Box  |
| 10. Juli | 17:00 |         | Tijuana       | –         | Guadalajara   | 10:1 Box |
| 10. Juli | 19:30 |         | Saltillo      | –         | Matamoros     | 6:2 Box  |
| 11. Juli | 09:00 |         | Cotaxtla      | –         | Ciudad Juárez | 0:5 Box  |
| 11. Juli | 09:00 |         | Tijuana       | –         | Guadalupe     | 4:6 Box  |
| 11. Juli | 17:00 |         | Saltillo      | –         | Cotaxtla      | 10:1 Box |
| 11. Juli | 19:30 |         | Guadalajara   | –         | Matamoros     | 3:2 Box  |
| 12. Juli | 09:00 |         | Cotaxtla      | –         | Matamoros     | 3:6 Box  |
| 12. Juli | 09:00 |         | Guadalajara   | –         | Ciudad Juárez | 5:4 Box  |
| 12. Juli | 17:00 |         | Tijuana       | –         | Saltillo      | 19:7 Box |
| 12. Juli | 19:30 |         | Guadalupe     | –         | Matamoros     | 9:2 Box  |
| 13. Juli | 09:00 |         | Ciudad Juárez | –         | Saltillo      | 0:1 Box  |
| 13. Juli | 11:30 |         | Guadalupe     | –         | Cotaxtla      | 7:4 Box  |
| 13. Juli | 14:00 |         | Ciudad Juárez | –         | Tijuana       | 0:12 Box |
| 13. Juli | 16:30 |         | Guadalupe     | –         | Guadalajara   | 4:1 Box  |
| 13. Juli | 19:00 |         | Tijuana       | –         | Matamoros     | 12:2 Box |

#### Playoff
|  | Halbfinale      | Halbfinale   |            |                 | Finale       | Finale       |
|  |                 |              |            |                 |              |              |
|  | 14. Juli Box    |              |            |                 |              |              |
|  | A1 Reynosa      | 0            |            |                 |              |              |
|  | B2 Tijuana      | 14           |            |                 | 14. Juli Box | 14. Juli Box |
|  |                 |              | B2 Tijuana | 11              |              |              |
|  | 14. Juli Box    | 14. Juli Box |            | A2 Boca del Río | 5            |              |
|  | B1 Guadalupe    | 0            |            |                 |              |              |
|  | A2 Boca del Río | 1            |            |                 |              |              |
|  |                 |              |            |                 |              |              |